# هاوارد (کانزاس)
هاوارد (به انگلیسی: Howard) شهری در ایالت کانزاس کشور ایالات متحده آمریکا است که جمعیت آن در سرشماری سال ۲۰۱۰ میلادی، ۶۸۷ نفر بوده‌است.